# Кнежа
Кнежа (буг. Кнежа) град је у Републици Бугарској, у северном делу земље, седиште истоимене општине Кнежа у оквиру Плевенске области.

## Географија
Положај: Кнежа се налази у северном делу Бугарске. Од престонице Софије град је удаљен 140 km североисточно, а од обласног средишта, Плевена град је удаљен 55 km западно.
Рељеф: Област Кнеже се налази у области бугарског Подунавља. Град се сместио у равничарском подручју, у долини реке Искар, на приближно 130 m надморске висине.
Клима: Клима у Кнежи конитнентална.
Воде: Близу Кнеже протиче велика бугарска река Искар доњим делом свог тока.

## Историја
Област Кнеже је првобитно било насељено Трачанима, а после њих овом облашћу владају стари Рим и Византија. Јужни Словени ово подручеје насељавају у 7. веку. Од 9. века до 1373. године област је била у саставу средњовековне Бугарске.
Крајем 14. века област Кнеже је пала под власт Османлија, који владају облашћу 5 векова.
Године 1878. град је постао део савремене бугарске државе. Насеље постоје убрзо средиште окупљања за села у околини, са више јавних установа и трговиштем.

## Становништво
По проценама из 2007. године. Кнежа је имала око 11.600 ст. Огромна већина градског становништва су етнички Бугари. Остатак су махом Роми. Последњих деценија град губи становништво због удаљености од главних токова развоја у земљи.
Претежан вероисповест месног становништва је православна.

## Галерија
- Здање општине
- Главна улица